# Eulithis lugubrata
Eulithis lugubrata là một loài bướm đêm trong họ Geometridae.